# Паласова веверица
Паласова веверица (лат. Callosciurus erythraeus, енгл. Pallas's squirrel) је сисар из реда глодара (Rodentia) и породице веверица (Sciuridae).

## Распрострањење
Ареал врсте покрива средњи број држава. 
Врста је присутна у Тајланду, Кини, Индији, Малезији, Бангладешу, Бурми, Лаосу, Вијетнаму и Камбоџи.

## Станиште
Станиште врсте су шуме.

## Угроженост
Ова врста је наведена као последња брига, јер има широко распрострањење и честа је врста.